# Neptis coenobita
Neptis coenobita är en fjärilsart som beskrevs av Johann August Ephraim Goeze 1774. Neptis coenobita ingår i släktet Neptis och familjen praktfjärilar. Inga underarter finns listade i Catalogue of Life.